# Ulrika Nisch

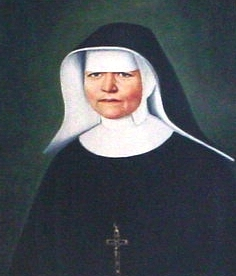
sel. Sr. Ulrika Nisch

Ulrika Nisch, auch Ulrika von Hegne SCSC (* 18. September 1882 in Oberdorf als Franziska Nisch; † 8. Mai 1913 in Hegne) war Ordensschwester der Kongregation der Ingenbohler Schwestern. In der römisch-katholischen Kirche wird sie als Selige verehrt.

## Leben
Franziska Nisch wuchs in einer armen Familie auf. Der Vater verdingte sich als Tagelöhner. Als Franziska sechs Jahre alt war, erkannte Ulrich Nisch die Vaterschaft an. Die Familie zog nach Unterstadion. Es wurden noch 13 weitere Geschwister geboren. Sie wird als fromm und lebensfroh beschrieben; als Jugendliche ging sie oft zum Gebet zur Kapelle Maria Schnee in Unterstadion. Schon mit zwölf Jahren verließ Franziska die Schule und fand eine Stelle als Dienstmagd einer Lehrerfamilie in der Schweiz, erkrankte aber schwer und wurde von den Ingenbohler Schwestern gepflegt. In dieser Zeit fasste sie den Entschluss, selbst in diese Kongregation einzutreten.

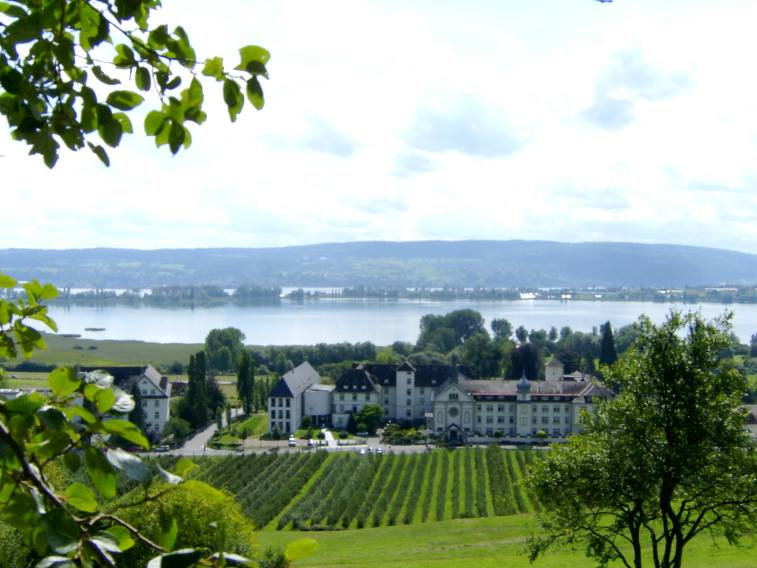
Kloster Hegne

Mit 22 Jahren trat sie ins Kloster Hegne am Ufer des Bodensees ein. Sie erhielt bei der Einkleidung den Ordensnamen Ulrika und legte 1907 die Profess ab. Als zweite Küchenschwester arbeitete sie später in Bühl und Baden-Baden. Sie verbrachte in dieser Zeit viele Stunden in Betrachtung und Gebet. 1912 kam sie schwer tuberkulosekrank nach Hegne zurück, wo sie ihre letzten Lebensmonate im Schwesternkrankenhaus zubrachte. Im Alter von 30 Jahren starb Schwester Ulrika am 8. Mai 1913. Ihr Grab befindet sich in der Krypta des Klosters Hegne.

### Seligsprechung

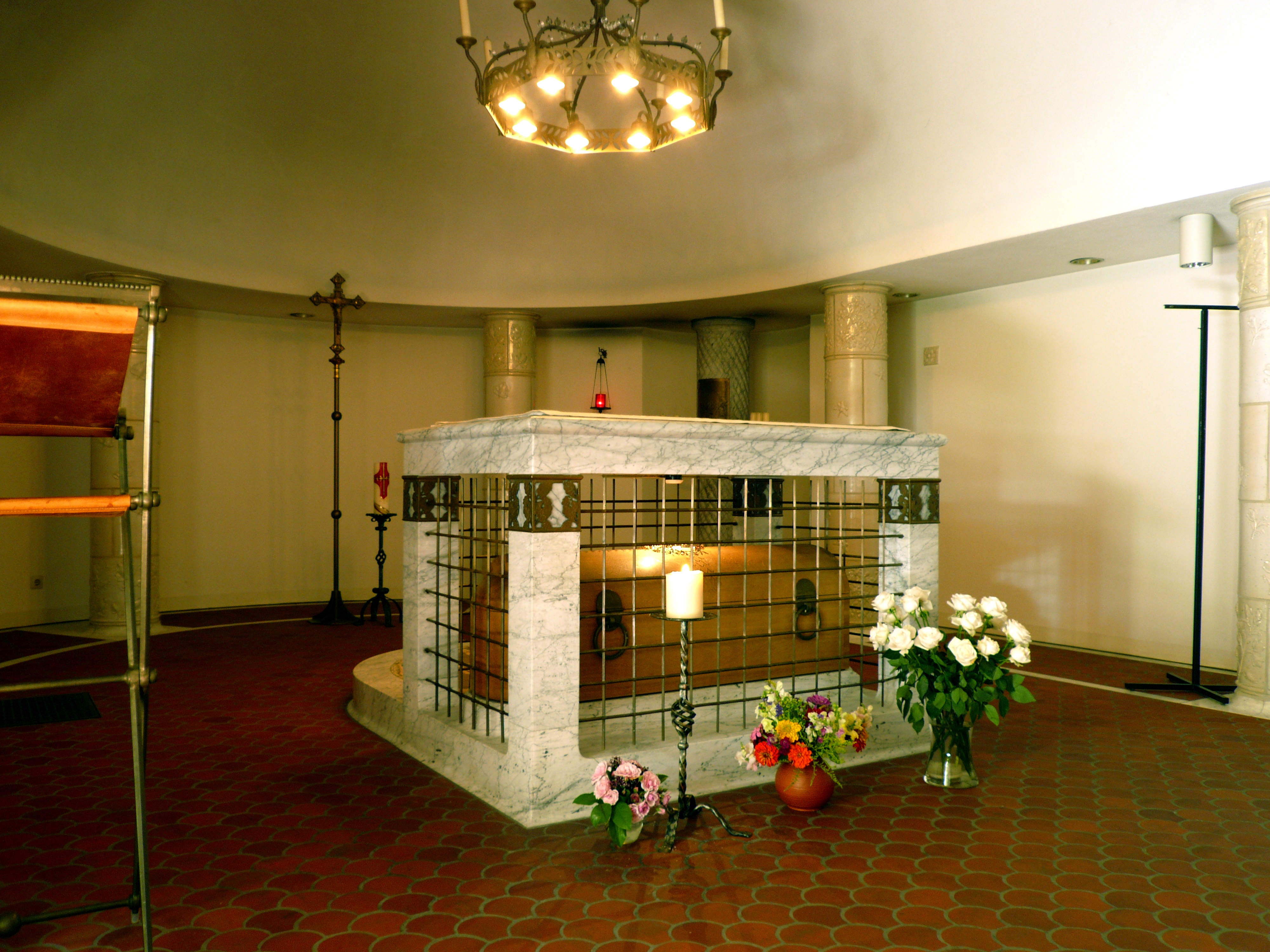
Sarkophag der Seligen in der Krypta des Klosters

Der Seligsprechungsprozess für Sr. Ulrika wurde 1951 eröffnet und am Hochfest Allerheiligen des Jahres 1987 von Papst Johannes Paul II. für abgeschlossen erklärt. Der Anrufung und Fürsprache Sr. Ulrikas wird die Genesung einer Frau von einem unheilbaren Leberleiden zugeschrieben.